# Église Saint-Donat d'Aillon-le-Vieux
L'église Saint-Donat d'Aillon-le-Vieux est une église catholique située dans le département de la Savoie, sur la commune d'Aillon-le-Vieux. De style néo-classique sarde, elle est dédiée à saint Donat. Elle relève de la paroisse St-Bernard-de-Menthon-en-Bauges, dans l'archidiocèse de Chambéry, Maurienne et Tarentaise.

## Histoire
L'église moderne, dédiée à Donat, archevêque de Besançon, a été érigée en 1846, selon une inscription située sur le portail. L'église a été édifiée sur l'emplacement de l'ancienne,.

### Ancienne église
L'ancienne église était celle de la paroisse d'Aillon, située au village du Cimetière. L'abbé Laurent Morand (1891), historien des Bauges, en donne une description peu flatteuse « Cet édifice était loin d'être d'une architecture élégante et grandiose. »
Lors d'une visite pastorale de 1606, l'évêque de Genève François de Sales recommande la réparation du toit de la nef. Le rapport du curé de la paroisse en 1764 à l'évêque Jean-Pierre Biord permet de se faire une idée de l'état de l'édifice :

« Le tabernacle est dans un état décent, et le retable, qui est très petit à cause que la voûte du chœur est extrêmement basse, est dans un état peu décent. L'autel est fixe et consacré. Les bâtiments, couverte, murs, voûtes, planchers et sous-pieds du chœur, de la nef, de la sacristie et du clocher, ensuite des réparations que l'on y fait, sont dans un état médiocre, sauf le sous-pied de la nef qui, étant très mauvais, a besoin d'être refait. Et, quoique, selon la dernière visite de 1703, l'on ait déjà été obligé d'agrandir l'église par trois différentes fois, elle se trouve encore trop petite pour contenir tous les paroissiens. Ainsi, il
seroit nécessaire d'y faire des additions. Et, comme la voûte du chœur est beaucoup plus basse que le plancher de la nef, qui n'est pas même assez haut, il serait à propos de la faire plus haute et peut-être plus grande. »

— Curé Balthazard Boysson, rapport du 23 septembre 1764.
En 1804, la paroisse Aillon est divisée en deux paroisses autonomes : Aillon-le-Vieux, où se trouve l'ancienne église paroissiale de Saint Donat, et Aillon-le-Jeune,.
Le maître-autel de la chartreuse d'Aillon aurait été transféré dans l'église le 6 août 1806, selon l'abbé Morand. Françoise Dantzer (2005) précise cependant que ce transfert a été réalisé « par les soins et aux frais de M. Mugnor, Recteur de la paroisse ». Les auteurs de l'article dans l'Histoire des communes savoyardes (1984) indiquaient qu'« on affirmait autrefois que l'on avait transféré ici le maître autel des Chartreux. (en tous les cas il n'en reste rien !). »
Le clocher est reconstruit le 4 août 1808, dans lequel on installe l'ancienne cloche de la Chartreuse.
Le 28 septembre 1825, l'archevêque de Chambéry, François-Marie Bigex donne une description de l'édifice qui « [...] consiste en une seule nef étroite, d'une capacité insuffisante pour la population de la paroisse, et dont le plancher supérieur, pour être décent, demanderait à être blanchi. Le tabernacle et les gradins du maître-autel sont en marbre et contrastent par leur élégance avec la petitesse du sanctuaire et la simplicité du reste l'église. Au bas du sanctuaire, du côté de l'Épître, est un autel dédié à Notre-Dame des Sept-Douleurs, pourvu de ce qui est nécessaire pour la célébration du Saint-Sacrifice. »
L'église est détruite en 1844.

### Église moderne
La construction de la nouvelle église se fait entre 1846 et 1848. Elle est consacrée le 13 juin 1850.

## Description
Construite à l'emplacement de l'ancienne église, en 1946, seul le clocher, modifié en 1808, a été maintenu,. Cette nouvelle église est réalisée dans un style néo-classique dit « sarde ». Ce style néoclassique est régulièrement qualifié de style « sarde » en Savoie afin de souligner son origine étrangère et que« cela produit des édifices un peu conventionnels », voire « rigide[s] ». Il fait son apparition à la suite de la restauration de la maison de Savoie en Savoie à partir de 1815.
La veille de sa consécration une description de l'édifice est donnée par l'archevêque de Chambéry :

« Bâtie en forme de croix, elle a environ 300 pieds de surface sans y comprendre la tribune et 30 pieds d'élévation. Elle est dans son ensemble d'effet imposant. Nous avons remarqué une belle balustrade en fonte servant de table de communion, un chemin de croix tout neuf et d'assez bon goût, une belle chaire en bois dur coûtant 500 provenant d'une offrande des jeunes gens de la paroisse en résidence à Paris. »

— Alexis Billiet, archevêque de Chambéry.
L'église accueille des reliques de saint François de Sales, des saints Agapit et Prudence. 
À la fin du XIXe siècle, l'édifice connaît une première restauration avec le renouvellement du mobilier. De 1891 à 1895, les peintures et les planchers sont refaits.